# Авдіїво (Усть-Кубинський район)
Авдіїво — присілок в Усть-Кубинському районі Вологодської області.
Входить до складу Заднесельського сільського поселення, з точки зору адміністративно-територіального поділу — в Заднесельській сільраді.
Відстань по автодорозі до районного центру Устя — 13,5 км, до центру муніципального утворення Заднього — 4,5 км. Найближчі населені пункти — Кіхть, Омеліково, Заднє.
За переписом 2002 року населення — 3 людини.